# Валуйське (озеро)
Валу́йське (біл. Валуйскае) — невелике озеро в Россонському районі Вітебської області Білорусі.
Озеро розташоване за 6 км на південний схід від селища Россони. На південному березі лежить невелике село Заозер'є, а за 2 км на захід — село Гречушино.
Довжина озера — 1,43 км, ширина — 720 м, площа — 0,54 км². Озеро неглибоке, максимальна глибина — 7,1 м, об'єм води — 2,18 млн м³. В озеро впадають кілька невеликих струмки. Вода із озера, через протоку, стікає до річки Нещерда.
Обмежене схилами висотою від 2 м на півночі до 4 м — на півдні, переважно розорані. Береги високі, на заході та півночі — низькі. Дно піщане, глибше 1 м — вкрите сапропелем. Ширина смуги прибережної рослинності від 5 до 125 м.